# Konrad Valentin von Kaim
Konrad Valentin Ritter von Kaim (* 1731 in Offenburg im Breisgau; † 16. Februar 1801 in Udine, Italien) war österreichischer Feldmarschall-Lieutenant und Ritter des Maria-Theresien-Ordens.
Er soll der Sohn eines Bäckers gewesen sein, trat dann in französische Dienste und kämpfte im Siebenjährigen Krieg. Er wechselte in österreichische Dienste, wo er zuerst Major im Infanterie-Regiment Nr. 41 (Plunkett) war, im November 1788 wurde er dann zum Oberst befördert. Als solcher deckte er mit seinem Regiment die Festung Luxemburg und vereitelte 1789 mehrere Angriffe. Er kämpfte im Ersten Koalitionskrieg; mit nur 4 Kompanien nahm er am 15. Mai 1792 die Stadt Orchies im Sturm, obwohl diese durch Wall und doppelte Gräben geschützt und zudem von 700 Mann besetzt war. Am 7. September 1792 griff er die Franzosen an, als diese ihr verschanztes Lager bei Maulde verließen. Er stellte die Truppe bei Mortagne und lieferte ihnen bei Château-l’Abbaye ein erfolgreiches Gefecht. Infolgedessen konnte er die Stadt St. Amand besetzen und die dortigen Magazine erobern. Für diese Tat wurde er am 19. November 1792 mit dem Ritterkreuz des Maria-Theresien-Ordens ausgezeichnet. Im Jahr 1793 befand sich das Regiment bei der Belagerung von Mainz und konnte sich am 26. und 27. Juni beim Sturm auf die Weißenburger Linien auszeichnen. Im Dezember 1793 zum Generalmajor befördert, erhielt er eine Brigade in der Rheinarmee.
In der Schlacht bei Würzburg am 3. September 1796 und bei Kehl (1797) führte er dann die Grenadiere. Dafür wurde er im Februar 1797 zum Feldmarschall-Lieutenant ernannt und auf den italienischen Kriegsschauplatz versetzt. Er kämpfte 1799 bei Verona und wurde dort verwundet, für Magnano erhielt er vom Feldzeugmeister Kray eine öffentliche Belobigung. Am 10. Mai 1799 besetzte er Pizzighettone. Seit dem 24. Februar 1799 war der russische General Suworow Oberkommandierender und dieser beschloss gegen den französischen General Macdonald vorzugehen. Kaim erhielt den Auftrag die Zitadelle von Turin zu nehmen. So kam es, dass Suworow am 17., 18. und 19. Juni an der Trebbia siegte und Kaim am 20. Juni die Kapitulation der Zitadelle entgegennahm. Anschließend wurde Kaim zum Kommandanten des Observationskorps in der Lombardei ernannt. Als solcher kämpfte er am 8. April 1800 im Gefecht am Mont Cenis, wo die Österreicher 8 Offiziere und 300 Mann gefangen nahmen und 16 Kanonen erbeuteten. Er wurde am 25. Dezember 1800 in der Schlacht am Mincio schwer verwundet und starb am 16. Februar 1801 in Udine.